# Karel Vejvoda
Karel Vejvoda (13. října 1905 Modřany – 14. července 1968 Praha) byl důstojníkem 1. československého armádního sboru v období druhé světové války.

## Život

### Před druhou světovou válkou
Karel Vejvoda se narodil 13. října 1905 v Modřanech v rodině Karla Vejvody a Františky, rozené Pivoňkové. Dětství strávil v Kostelci nad Černými lesy. Vychodil pět tříd obecné školy a tři roky měšťanské školy. Začal se učit zámečníkem, ale protože otec onemocněl, musel učení přerušit a jako nejstarší syn živit početnou rodinu prodejem kameninového nádobí. Prezenční vojenskou službu nastoupil 30. března 1925 a v Chebu se stal žákem školy leteckého dorostu, kde získal kvalifikaci letce-telegrafisty. Z důvodu závažného přestupku byl 30. listopadu téhož roku převelen k pěšímu pluku 45 do Chustu. Prezenční vojenskou službu ukončil v září 1927 po několikerém nasluhování kvůli kázeňským prohřeškům. Po návratu domů se živil jako pomocný stavební dělník. V době, kdy byl bez zaměstnání, vypomáhal v rodinném obchodě.

### Španělská občanská válka
V říjnu 1936 odcestoval Karel Vejvoda do Španělska, kde zuřila občanská válka. Zde od 15. října téhož roku začal působit na republikánské straně u 15. letecké skupiny. V okolí Madridu a Toleda nalétal v řadách republikánského letectva cca 200 operačních hodin. V květnu 1937 zde vstoupil do Komunistické strany Československa. V únoru 1938 onemocněl břišním tyfem a musel být evakuován do Francie, kde se dva měsíce léčil v perpignanské nemocnici.

### Druhá světová válka
Po návratu do Československa se Karel Vejvoda živil jako obchodní příručí ve Vysočanech. V únoru 1939 se neúspěšně pokusil přejít do Polska, podařilo se mu to až na podruhé v dubnu. Jako další bývalí interbrigadisté volil cestu do Sovětského svazu, kde byl díky své minulosti kladně přijat. Mezi říjnem 1939 a prosincem 1941 pracoval jako obráběč na výrobě tanků ve Stalingradském traktorovém závodě. Po napadení Sovětského svazu Německem v červnu 1941 si podal žádost ke vstupu do sovětského armádního letectva, ta ale byla zamítnuta. Od prosince 1941 pracoval ve Stalinových závodech v Moskvě na opravách ukořistěných německých automobilů. Od února 1942 prodělával paravýcvik a měl se stát příslušníkem výsadku do Protektorátu Čechy a Morava. Z důvodu neúspěchu těch předchozích byly ale další výsadky odvolány a Karel Vejvoda byl na jaře 1942 odeslán do Buzuluku ke zde se formující československé zahraniční jednotce. Bojů u Sokolova se zúčastnil jako příslušník spojovací čety. Následně byl zařazen do tankistického kurzu v Tambově a po jeho úspěšném absolvování se stal velitelem tanku T-34/76 Jánošík v řadách 1. československého tankového praporu. Jako velitel tanku již nepůsobil v období bitvy o Kyjev, kdy již zastával funkci technického důstojníka roty. Zde a během dalších bojů se se svou jednotkou vyznamenal při evakuaci a opravách poškozených strojů pod palbou nepřítele a funkčně postoupil na technického důstojníka praporu. Během Ostravské operace byl vážně raněn střepinou granátu u města Żory. Dosáhl hodnosti poručíka.

### Po druhé světové válce
Po skončení druhé světové války se Karel Vejvoda podílel na výstavbě tankového vojska obnovené Československé armády, v prosinci 1945 ale odešel do civilu a pracoval v různých podnicích na technických, administrativních a vedoucích pozicích. Oženil se s Vlastou Šmídovou, manželům se v roce 1952 narodil syn Karel a v roce 1954 syn Vladimír. V roce 1962 odešel do invalidního důchodu. I v záloze byl povyšován a dosáhl hodnosti plukovníka. Zemřel 14. července 1968 v Praze.

## Vyznamenání
- 1944 Československý válečný kříž 1939
- 1944 Československá medaile Za chrabrost před nepřítelem
- 1944 Pamětní medaile československé armády v zahraničí
- 1946 Československá medaile za zásluhy I. stupně
- 1948 Sokolovská pamětní medaile
- 1948 Československý velitelský řád Jana Žižky z Trocnova
- 1950 Medaile za vítězství nad Německem ve Velké vlastenecké válce 1941–1945
- 1964 Řád rudé hvězdy